# Técnica de Reid
La Técnica de Reid es un modelo de interrogatorio policial empleado con sospechosos de cometer hechos delictivos, procedente de Estados Unidos. Sus autores son Inbau, Reid, Buckley y Jane, quienes la desarrollan en el manual de interrogatorio Criminal interrogation and confessions (2001). Esta Técnica se encuentra ampliamente extendida por Norteamérica y ha tenido gran influencia.
Hoy en día, la firma John E. Reid & Associates entrena a los policías y trabajadores en cuerpos de seguridad, para que aprendan a utilizar eficazmente la Técnica Reid.

## Introducción
El interrogatorio constituye una de las formas de obtención de información de cara a investigar la comisión de un delito, con el fin de que el sospechoso a quien se interroga declare su culpabilidad. Se contrapone a la entrevista, orientada a descubrir la verdad, con una aproximación más respetuosa.
Si se parte de la idea de que la intención de colaboración del culpable del delito va a ser menor para no incriminarse, El investigador optará por emplear una estrategia más agresiva que reduzca las defensas de la persona y culmine con una confesión. Esto se consigue con el interrogatorio, con el riesgo de que el sospechoso no siempre va a ser el verdadero culpable.
La técnica Reid toma el modelo de interrogatorio y parte de la premisa de que todos aquellos que son seleccionados para ser interrogados está mintiendo en cuanto a su implicación en el delito. De esta forma, La tarea de mentir es moralmente incorrecta para la sociedad, por lo que el interrogado siente ansiedad al tener que hacerlo. el investigador entonces debe incrementar dicha ansiedad, lo que lleva a cabo a través de un interrogatorio en nueve pasos.

## Método
El manual de Inbau recomienda que el interrogador vaya vestido de paisano. La sala donde llevar a cabo el interrogatorio debe estar aislada y totalmente vacía, sin distracciones. Solo contará con una mesa y dos o tres sillas, sin que la mesa se interponga entre el interrogador y el interrogado, para que el primero pueda invadir el espacio del segundo.
Los nueve pasos son los siguientes:
1. Confrontación positiva: se le asegura al interrogado que hay pruebas que le incriminan en dos ocasiones y se observa su conducta.
2. Desarrollar el argumento: Se le habla de varios temas, que dependerán de si se clasifica al sospechoso como un sujeto emocional o como alguien desprovisto de emociones. Los primeros se arrepienten del delito y sienten desasosiego. El modo de llevarlos será entonces justificar y minimizar la gravedad de su conducta, normalizando lo que han hecho o restando su responsabilidad. Se les tratará amablemente. En cambio, ante un sujeto no emocional, la estrategia será buscar contradicciones y mentiras en su relato, o mentir acerca de la evidencia hallada que les inculpa. Estas personas no se arrepienten, por tanto se les trata de una forma más orientada hacia la coerción psicológica.
3. Atajar toda negación: impedir la repetición de la frase: “yo no hice eso”, con el fin de que no se le quede “grabado” psicológicamente.
4. Superar las objeciones: El interrogado debe percatarse de que no se escuchan los argumentos que emplea en orden a exculparse, de tal manera que el interrogador deberá volver al tema central cuando los intente exponer.
5. Llamar y retener la atención del interrogado: Asegurarse de que atiende constantemente a su entrevistador, por ejemplo aproximándose a él.
6. Manejar el estado de ánimo pasivo: Tras garantizar que el interrogador cuenta con plena atención, este deberá mostrarse compasivo y comprensivo, indicándole lo esencial que es que confiese, por motivos de decencia o de honra. También se puede mencionar a la víctima. En caso de que el acusado llore, esto se asume como evidencia ulterior de culpabilidad y señal de que se avanza satisfactoriamente.
7. Presentar dos alternativas respecto de las circunstancias en que ha cometido el delito: una lo presenta como un hecho fortuito o un desliz, atenuando así la responsabilidad, y la otra como un acto propio de un monstruo sin piedad. Además, se le pueden presentar dos posibilidades en cuanto al hecho de confesar: si confiesa, será honrado; si no, esto tendrá repercusiones negativas respecto de la imagen que dará ante el juez y ante el jurado. Se deberá apelar al hecho de qué pensarán estos si, además de cometer el hecho delictivo, niega deliberadamente haberlo cometido.
8. Hacer que el sujeto relate el delito con detalle.
9. Convertir la confesión oral en escrita: Se intentará que el sujeto confiese por escrito y lo firme para, posteriormente, ratificar su declaración de culpabilidad.

## Desarrollo del interrogatorio
Anteriormente se usaban métodos que implicaban la fuerza física como represión, ahora se intenta realizar con procedimientos que tengan que ver con la psicología. La mentira hace que el sospechoso entre en un conflicto interno consigo mismo y para saciar la necesidad de liberarse, se utiliza una técnica llamada el interrogatorio en 9 pasos: 
El paso número uno consiste en acusar directamente al sospechoso mostrando evidencias y observar su reacción, paso dos: este paso se podría subdividir según el tipo de sospechoso, si es más emocional y se siente arrepentido, se le plantean ciertas "excusas morales" para intentar que se exculpe éticamente como si cualquier persona en su lugar hubiese podido cometer el mismo "error"; en cambio, si el sujeto es menos emocional, tiende a colaborar menos con el entrevistador, por lo tanto este se ve obligado a utilizar estrategias más rigurosas como usar una pequeña mentira de excusa para obviar que miente en todo lo demás, mostrar evidencias, etc. En los pasos tres y cuatro se emplean tácticas para omitir las negaciones del entrevistado y que se centre en contar lo realmente importante. Paso cinco: el entrevistador intenta mantener un pequeño contacto físico con el sospechoso para mostrar empatía, lo que hará que el mismo se ablande de alguna manera y le sea más fácil confesar (paso seis), en el siete, como resultado de lo anterior, se le presentan al entrevistado dos opciones, una que le excusa prácticamente del delito - "ha sido un accidente, un despiste, en defensa propia o no tenías otra opción "- y otra que se le deja en evidencia como una persona terrible, también se le sugiere que si confiesa, el juez tendrá más indulgencia con él. Por último, solo queda que el sospechoso confiese y lo haga de forma escrita y firmada para que se considere válida en un juicio o en los procedimientos posteriores (pasos ocho y nueve).
Con esta técnica de nueve pasos se intenta en un primer lugar acrecentar y exagerar el delito cometido para después mostrar alternativas que, comparado con lo anterior, son bastante razonables, aunque este procedimiento no es el único, existen algunos más agrupadas en una serie de estrategias coercitivas (basadas en la confrontación con el sospechoso), embaucadoras (intentan comprender al sospechoso y mostrar empatía) y basadas en la manipulación de la información.

## Riesgos
Los creadores de esta Técnica Reid amparan su efectividad a la hora de obtener confesiones de los sujetos culpables, y niegan que este método pueda dar lugar a confesiones falsas en inocentes. No obstante, hasta ahora no hallamos evidencia científica que sustente la validez de este procedimiento; es más, no pocos científicos muestran su disconformidad con este tipo de técnicas de interrogatorio por el elevado riesgo de generar autoinculpaciones falsas.
Este peligro deriva de la naturaleza coercitiva de las técnicas interrogativas, las cuales pueden llegar a crear sensaciones de cansancio, miedo y sugestionabilidad en el sospechoso debido al ambiente hostil y prolongado.
El interrogatorio consigue, en ocasiones, que la ponderación entre confesar y mantener la inocencia se incline hacia la primera opción, tanto para culpables como para inocentes.
Además, el entrenamiento que proporciona la firma John Reid & Associates para los profesionales provoca una tendencia a creer que el sujeto miente, como así ha demostrado la investigación psicológica. Por otro lado, cabe la posibilidad de que se produzca un sesgo confirmatorio por parte del profesional y una profecía autocumplida en la persona del sospechoso, que puede comenzar a comportarse como si fuera culpable aun sin serlo. 